# Leonardus van der Kroft

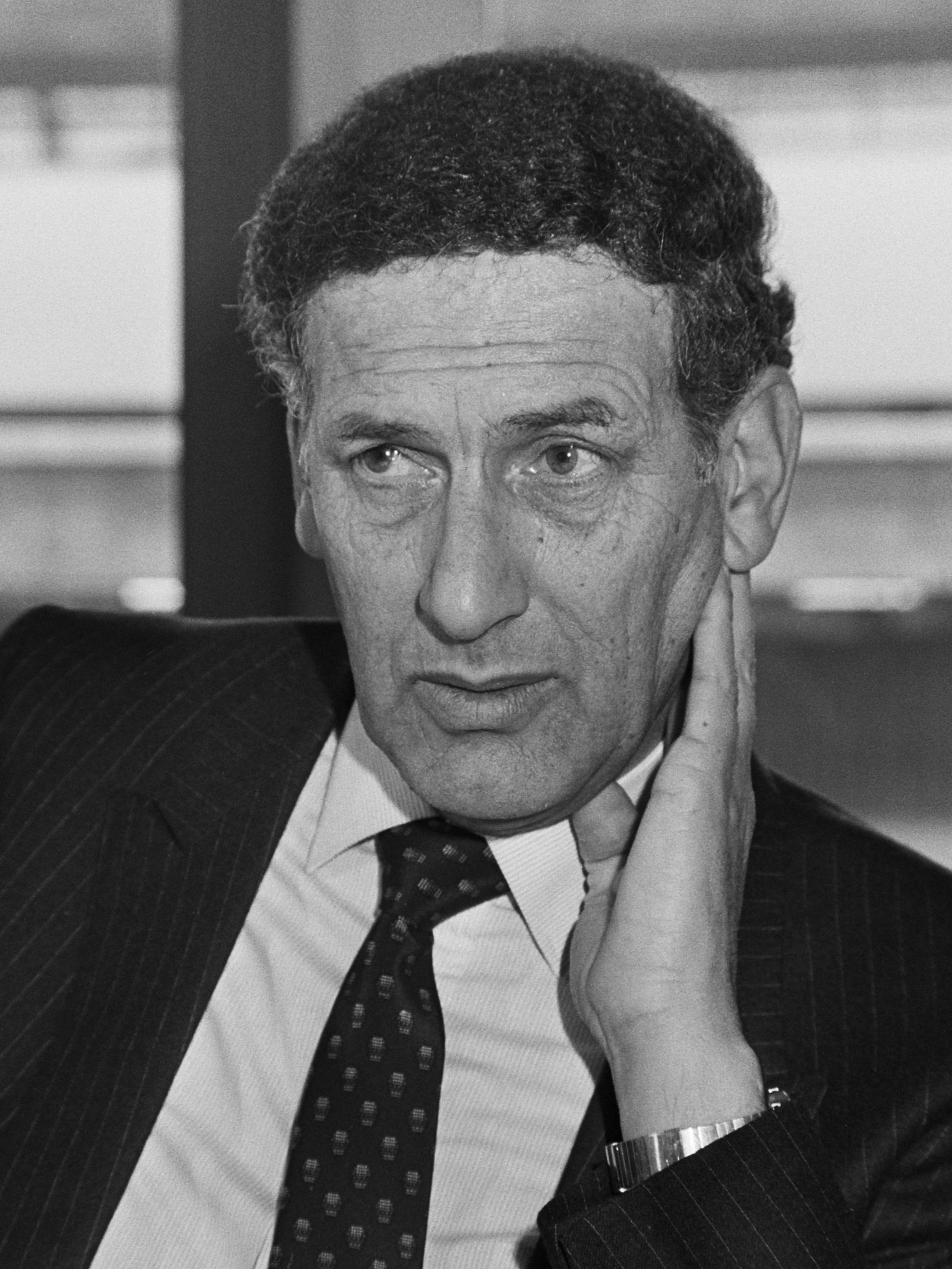
Leo van der Kroft (1981)

Leonardus „Leo“ van der Kroft (* 2. Februar 1929 in Den Haag; † 24. November 2016) war ein niederländischer Fußballschiedsrichter. Seine internationale Karriere als Schiedsrichter dauerte bis 1976, später war er als Funktionär und in der Schiedsrichterausbildung tätig.

## Karriere
Sein erster internationaler Einsatz fand am 23. Februar 1966 statt. Er fungierte bei einem freundschaftlichen Fußballländerkampf zwischen England und Deutschland im Wembley-Stadion als Linienrichter.
Am 23. August 1972 schrieb er niederländische Fußballgeschichte, als er am ersten Spieltag der Saison 1972/73 im Spiel Feyenoord Rotterdam gegen NEC Nijmegen die erste gelbe Karte in der Geschichte der ersten Liga, der Eredivisie, austeilte. Willem van Hanegem, mit dem van der Kroft ansonsten persönliche freundschaftliche Beziehungen und gemeinsame Urlaube pflegte, war der Rezipient der neu eingeführten Maßregelung.
Im Mai 1974 leitete er das letzte Spiel der in jenem Jahr im Ligamodus ausgetragenen British Home Championship zwischen Schottland und England. Aufgrund eines 2:0-Erfolges vor 95.000 Zuschauern im Glasgower Hampden Park gelang es den Schotten gemeinsam mit England zum Sieger jenes Jahres gekürt zu werden. Leo van der Kroft betrachtet dieses Spiel als seinen persönlichen Höhepunkt.
1976 war van der Kroft für das Fußballturnier bei den Olympischen Sommerspielen in Montreal als Schiedsrichter eingeplant. Umstrittene Entscheidungen am 17. März dieses Jahres im Viertelfinal-Rückspiel zwischen Real Madrid und Borussia Mönchengladbach im Estadio Santiago Bernabéu fügten jedoch seiner internationalen Reputation irreparablen Schaden zu.
Nach einem 2:2 nach 2:0-Führung im Hinspiel im Düsseldorfer Rheinstadion standen die seinerzeit zu den besten Mannschaften Europas zählenden Mönchengladbacher in Madrid unter Zugzwang. Bereits innerhalb der ersten 15 Minuten wurden die Borussen Berti Vogts, Dietmar Danner und Uli Stielike von van der Kroft verwarnt. Nach 28 Minuten erzielte Jupp Heynckes den Führungstreffer für Borussia. In der 52. Minute führte eine umstrittene Freistoßentscheidung van der Krofts zum Ausgleich durch Santillana. Die Mönchengladbacher dominierten jedoch das Spiel, und in der 69. Minute erzielte Henning Jensen auf Pass von Hans Klinkhammer vermeintlich den erneuten Führungstreffer. Wenngleich der Linienrichter die Flagge unten ließ, entschied van der Kroft auf Abseits. In der 82. Minute erzielte Verteidiger Hans-Jürgen Wittkamp einen Treffer für Borussia Mönchengladbach, aber diesmal deutete der niederländische Linienrichter Ben Hoppenbrouwer ein vorangegangenes Foulspiel an, woraufhin van der Kroft auch dieses Tor nicht gab. Van der Krofts Entscheidungen in diesem Spiel trafen weitestgehend auf Unverständnis, aber ein offizieller Protest der Borussia gegen die Tatsachenentscheidungen von van der Kroft blieb ohne Folgen. 
Nach dieser Partie hatte Leonardus van der Kroft keine weiteren internationalen Einsätze und beendete seine Schiedsrichterlaufbahn mit Ende der Saison.
In späteren Jahren war er unter anderem als Funktionär beim Niederländischen Fußballverband KNVB und in der Schiedsrichterausbildung der FIFA sowie als Delegierter der UEFA und der FIFA beschäftigt.
Nach Angabe seiner Familie starb er nach kurzer Krankheit am 24. November 2016.